# Why (Annie Lennox)
Why är en sång av Annie Lennox, utgiven som singel i mars 1992. "Why", som finns med på Lennox debutalbum Diva, nådde tionde plats på Sverigetopplistan och femte plats på UK Singles Chart.
En strof ur låten lyder:
| ” | How many times do I have to try to tell you That I'm sorry for the things I've done | „ |

## Musikvideo
Musikvideon regisserades av Sophie Muller och filmades i Venedig. Videon visar hur Annie Lennox betraktar sig själv i en sminkspegel och långsamt anlägger mascara, ögonskugga, foundation och knallrött läppstift. Framför betraktarens ögon förvandlas hon till en showgirl med tiara och huvudbonad med färgglada plymer samt ärmlös, glänsande paljettklänning, nätstrumpor och svarta operahandskar. Vid MTV Video Music Awards 1992 tilldelades Lennox priset för "Best female video".